# Amuwo Odofin
Amuwo Odofin ist eine Local Government Area im Bundesstaat Lagos. Sie hat etwa 453.000 Einwohner und ist ein Teil der Metropolregion Lagos.